# J-pop
J-pop (adesea stilizat ca J-POP; abreviat de la Japanese pop [pop japonez]; în japoneză ジェイポップ jeipoppu) este un subgen muzical al muzicii pop care îmbină și elemente muzică tradițională japoneză, și a devenit pe larg răspândit în Japonia la începutul anilor 1990. Până în 2013, top cinci cei mai bine vânduți artiști din istoria J-pop-ului, conform Oricon, sunt B'z, Mr. Children, Ayumi Hamasaki, Southern All Stars și DREAMS COME TRUE, Ayumi Hamasaki fiind cel mai de succes artist solo al genului, cu vânzări de peste 50 de milioane de single-uri.

## Reprezentanți ai genului
- Momoiro Clover Z
- AKB48
- Ayumi Hamasaki
- Utada Hikaru
- Kyary Pamyu Pamyu
- Kis-My-Ft2
- Gackt
- EXILE
- Koda Kumi
- Berryz Kobo
- Nogizaka46
- Candies
- °C-ute
- Morning Musume
- FictionJunction
- Kalafina
- Juice=Juice
- Sekai No Owari
- E-girls
- Perfume
- Stereopony
- V-u-den
- KAT-TUN
- Shūji to Akira
- S/mileage
- Arashi
- AAA
- Ecomoni
- Kome Kome Club
- Aya Ueto
- SDN48
- Daichi Miura
- Kanjani8
- Abe Mao
- Scandal